# Christiane Pauc
Pour les articles homonymes, voir Pauc.
Christiane Pauc est une enseignante et mathématicienne française née Gouard le 6 février 1912 à Boulogne-sur-Mer et morte le 29 août 1996 à Nantes.

## Biographie
Fille d'Émile Gouard, Christiane Gouard naît le 6 février 1912 à Boulogne-sur-Mer. Élève des classes préparatoires du lycée Georges-Clemenceau à Nantes, elle y côtoie Mehdi Bazargan. En 1930, elle est reçue à la fois au concours de l'École normale supérieure et première à celui de l'École centrale. Choisissant d'intégrer l'ENS, elle est l'une des 41 premières élèves féminines de l'établissement, avant qu'il ne soit fermé aux femmes en 1940.
En 1933, elle est reçue 7e à l'agrégation de mathématiques, en étant la seule femme reçue parmi les 23 lauréats (dont son futur époux) dans ce concours masculin ; sept autres femmes sont agrégées cette année-là mais dans le concours réservé aux jeunes filles. Affectée au lycée Montgrand à Marseille, elle bénéficie de 1936 à 1939 d'une bourse de doctorat, mais ne soutient pas de thèse. En 1939, elle est mutée au lycée Clemenceau, puis à Paris aux lycées Rollin (1943) et Hélène-Boucher (1945). En 1948, elle obtient un détachement dans la diplomatie et est envoyée au Cap. Elle retourne à Nantes en 1952, où elle retrouve un poste en mathématiques supérieures. Elle prend sa retraite en 1962.
Elle participe au Congrès international des mathématiciens de 1962 à Stockholm.
Elle meurt en 1996.

### Vie personnelle
Elle épouse le mathématicien Christian Pauc (de) en 1935.

## Publications
- « Étude géométrique d'un faisceau de transformations infinitésimales », Comptes rendus hebdomadaires des séances de l'Académie des sciences, no 204,‎ 31 mars 1937, p. 1027-1029 (lire en ligne).
- « Étude ultérieure d'un faisceau de transformations infinitésimales », Comptes rendus hebdomadaires des séances de l'Académie des sciences, no 205,‎ 12 juillet 1937, p. 101-103 (lire en ligne).
- « Extension aux variétés non holonomes {\displaystyle V_{n}^{n}-1}, de quelques propriétés des surfaces et des {\displaystyle V_{3}^{2}\,} », Atti dell'Accademia delle scienze di Torino, vol. 6, no 27,‎ 1938, p. 155-165.
- « Interprétation géographique dans les variétés non holonomes des théories d'intégration des systèmes d'équations de Pfaff », Comptes rendus hebdomadaires des séances de l'Académie des sciences, no 206,‎ 21 mars 1938, p. 885-888 (lire en ligne).